# Aythorpe Roding
Aythorpe Roding is een civil parish in het bestuurlijke gebied Uttlesford, in het Engelse graafschap Essex. In 2001 telde het dorp 201 inwoners.